# Мягкова, Галина Павловна
Галина Павловна Мягкова (25 октября 1928 год, деревня Ляды Логойского района — 9 апреля 1980 год) — электросварщица Минского тракторного завода Министерства тракторного и сельскохозяйственного машиностроения СССР, Белорусская ССР. Герой Социалистического Труда (1971).

## Биография
Родилась в 1928 году в крестьянской семье в деревне Ляды. С 1954 году работала сверловщицей, расточницей, шлифовщицей, сварщицей контактной сварки, электросварщицей в сварочно-сборном цехе Минского тракторного завода.
Внедрила на своём рабочем месте новые методы работы, в результате чего на 40 % повысилась производительность труда. Сменные задания выполняла на 150 %. Производственные задания восьмой пятилетки (1966—1970) и свои личные социалистические обязательства исполнила за четыре года и три месяца. Указом Президиума Верховного Совета СССР от 26 апреля 1971 года за особые заслуги в выполнении заданий пятилетнего плана по развитию тракторного и сельскохозяйственного машиностроения и достижение высоких производственных показателей удостоена звания Героя Социалистического Труда с вручением ордена Ленина и золотой медали «Серп и Молот».
Муж — Григорий Мягков — тоже работал электросварщиком.
Скончалась в 1980 году.